# Lady Chance
Pour plus de détails, voir Fiche technique et Distribution.
Lady Chance (The Cooler) est un film américain réalisé par Wayne Kramer et sorti en 2003. Il s'agit de son premier long métrage comme réalisateur.

## Synopsis
Bernie Lootz est un cooler, un homme très malchanceux. Il est tellement malchanceux qu'il a été embauché par un casino de Las Vegas, le Shangri-La, pour que sa poisse contamine les joueurs trop chanceux. Alors qu'il finit de rembourser ses dettes grâce à son emploi, il décide de partir de Vegas, avant de rencontrer une serveuse appelée « Lady Chance ». Le sort va alors s'équilibrer entre eux deux.
Mais Bernie est employé par un caïd de la vieille école qui refuse de le voir s'en aller.

## Fiche technique
- Titre français et québécois : Lady Chance
- Titre original : The Cooler
- Réalisation : Wayne Kramer
- Scénario : Frank Hannah et Wayne Kramer
- Musique : Mark Isham
- Photographie : Jim Whitaker
- Montage : Arthur Coburn (de)
- Décors : Toby Corbett et Alice Baker
- Costumes : Kristin M. Burke
- Production : Sean Furst et Michael A. Pierce
- Sociétés de production : ContentFilm, Pierce/Williams Entertainment, Furst Films, Gryphon Films, Dog Pond Productions et Visionbox Pictures
- Société de distribution : Lionsgate (États-Unis), BAC Films (France)
- Budget : 4 000 000 $
- Pays de production :  États-Unis
- Langue originale : anglais
- Format : couleur - 35 mm - 2,35:1 - son Dolby Digital
- Genre : drame, crime
- Durée : 101 minutes
- Dates de sortie : 
  - États-Unis : 26 novembre 2003
  - France : 18 août 2004

## Distribution
- William H. Macy (V. F. : Frédéric Darie) : Bernie Lootz
- Alec Baldwin (V. F. : Bernard Lanneau) : Shelly Kaplow
- Maria Bello (V. F. : Danièle Douet) : Natalie Belisario
- Shawn Hatosy (V. F. : Philippe Valmont) : Mikey
- Ron Livingston : Larry Sokolov
- Paul Sorvino : Buddy Stafford
- Estella Warren : Charlene
- Arthur J. Nascarella (V. F. : Jean-Jacques Moreau) : Nicky Fingers Bonnatto
- Joey Fatone : Johnny Cappella
- Ellen Greene : Doris
- Don Scribner : Lou
- Tony Longo : Tony
- Richard Israel : Marty Goldfarb
- Jewel Shepard : La prostituée

Source et légende : Version française (V. F.) sur RS Doublage

## Distinctions

### Récompenses
- Festival du film policier de Cognac : prix du jury (Wayne Kramer)
- Dallas-Fort Worth Film Critics Association Awards : meilleur acteur dans un second rôle (Alec Baldwin)
- National Board of Review : meilleur acteur dans un second rôle (Alec Baldwin) et récompense spéciale pour l'excellence dans la réalisation
- Phoenix Film Critics Society Awards : meilleur acteur dans un second rôle (Alec Baldwin)
- Satellite Awards : meilleure actrice dans un second rôle - Drame (Maria Bello)
- Vancouver Film Critics Circle : meilleur acteur dans un second rôle (Alec Baldwin)
- Washington DC Area Film Critics Association Awards : meilleur acteur dans un second rôle (Alec Baldwin)

### Nominations
- Oscars du cinéma : meilleur acteur dans un second rôle (Alec Baldwin)
- Critics Choice Awards : meilleur acteur dans un second rôle (Alec Baldwin)
- Casting Society of America : meilleur choix de casting
- Chicago Film Critics Association Awards : meilleur acteur dans un second rôle (Alec Baldwin)
- Prix Edgar-Allan-Poe : meilleur scénario de film (Wayne Kramer et Frank Hannah)
- Festival du film américain de Deauville : grand prix du jury (Wayne Kramer)
- Festival du film de Sundance : grand prix du jury (Wayne Kramer)
- Festival international du film de Valladolid : pointe d'or (Wayne Kramer)
- Festival international du film de Karlovy Vary : globe de cristal (Wayne Kramer)
- Golden Globes : meilleur acteur dans un second rôle (Alec Baldwin) et meilleure actrice dans un second rôle (Maria Bello)
- Online Film Critics Society Awards : meilleur acteur dans un second rôle (Alec Baldwin) et meilleure actrice dans un second rôle (Maria Bello)
- Satellite Awards : meilleur acteur - Drame (William H. Macy), meilleur acteur dans un second rôle - Drame (Alec Baldwin) et meilleur scénario original (Wayne Kramer et Frank Hannah)
- Screen Actors Guild Awards : meilleur acteur dans un second rôle (Alec Baldwin) et meilleure actrice dans un second rôle (Maria Bello)